# Jan Pawłowski (piłkarz)
Jan Pawłowski (ur. 18 listopada 1992 w Sokółce) – polski piłkarz, występujący na pozycji napastnika, w Jagiellonii Białystok, Niecieczy, Olimpii Grudziądz i KS Wasilków.

## Kariera klubowa
Jan Pawłowski w 2011 roku zdobył Mistrzostwo Polski juniorów starszych. Do 2012 w Jagiellonii Białystok w Ekstraklasie wystąpił w 18 meczach oraz zdobył jedną bramkę. Rundę jesienną sezonu 2012/13 spędził na wypożyczeniu w Termalice Bruk-Bet Nieciecza. W 12 występach w I lidze zdobył dwie bramki. 4 stycznia 2012 roku Pawłowski został wypożyczony do pierwszoligowej Olimpii Grudziądz, w której przebywał do 30 czerwca 2013 roku. 
W sezonie 2013/14 wrócił do Jagiellonii Białystok. W 9. kolejce Ekstraklasy przeciwko Legii Warszawa zdobył bramkę, w ostatecznie przegranym 2:3 domowym spotkaniu. W tym samym sezonie zdobył dwie bramki w meczu ostatniej kolejki przeciwko Cracovii, który zakończył się remisem 2:2. W czerwcu 2016 roku kontrakt Pawłowskiego z Jagiellonią uległ samorozwiązaniu. Od rundy jesiennej sezonu 2022/23 do końca sezonu 2024/25 był piłkarzem IV-ligowego KS Wasilków, z którym wywalczył awans do III ligi.

## Sukcesy

### Drużynowe
KS Wasilków
- Mistrzostwo IV ligi, grupa: podlaska w sezonie: 2018/19, 2024/25